# Alabama (Neil Young)
Alabama è un brano musicale scritto ed interpretato dal musicista canadese Neil Young, contenuto nel suo album Harvest del 1972.

## Il brano

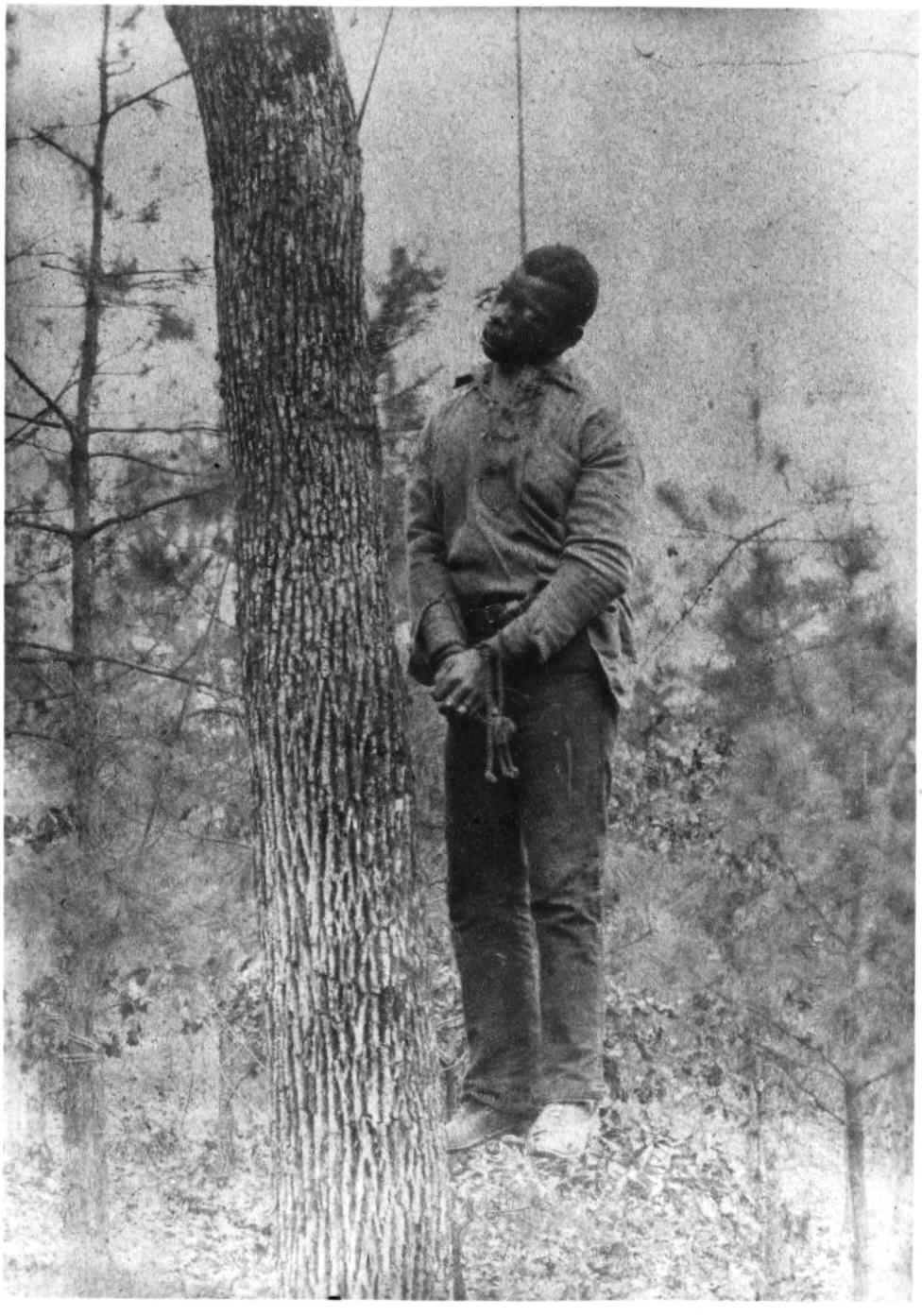
1889 - Linciaggio di un afroamericano in Alabama

Si tratta di un brano celebre per le polemiche che suscitò la tematica della canzone stessa, una forte critica da parte di Young verso l'intolleranza e il razzismo (il Ku Klux Klan all'epoca praticava ancora degli occasionali linciaggi) che ancora imperavano nello Stato dell'Alabama. Il razzismo degli Stati del sud era stato già criticato da Neil Young in una sua precedente canzone, Southern Man, contenuta nell'album After the Gold Rush pubblicato nel 1970.

### Polemiche
In risposta a queste due canzoni, il gruppo Southern rock Lynyrd Skynyrd scrisse il celebre brano Sweet Home Alabama, il cui testo (dove viene nominato esplicitamente il nome di Neil Young) è un elogio dell'Alabama e della gente del sud. Nonostante nella canzone degli Skynyrd venga affermato: «I hope Neil Young will remember a Southern man don't need him around anyhow» ("Spero che Neil Young si ricordi che un uomo del sud non ha nessun bisogno di lui da queste parti"), Young stesso ha sempre dichiarato di essere un grande fan sia di Sweet Home Alabama che di Ronnie Van Zant, il cantante leader dei Lynyrd Skynyrd.
Anche se probabilmente abbozzò una risposta alle critiche del gruppo attraverso il brano Walk On presente sull'album On the Beach del 1974, nel 1976 Young arrivò a dichiarare "di essere orgoglioso che il suo nome comparisse in una canzone della band". Inoltre è risaputo che Young ha suonato Sweet Home Alabama nel corso dei suoi concerti in molte occasioni. In risposta, Van Zant spesso indossava una maglietta dell'album Tonight's the Night di Young mentre cantava Sweet Home Alabama sul palco.
A suggello definitivo sulla questione, Young nella sua autobiografia del 2013 intitolata Il sogno di un hippie dichiarò a proposito della canzone: «La mia canzone Alabama si è largamente meritata la stoccata che mi diedero i Lynyrd Skynyrd con quel loro grande disco. Quando la sento oggi, non mi piace il testo. È accusatorio e sussiegoso, non pienamente ponderato e troppo facile da fraintendere».

## Formazione
- Neil Young: chitarra elettrica, voce
- Ben Keith: pedal steel guitar
- Jack Nitzsche: piano
- Tim Drummond: basso
- Kenny Buttrey: batteria
- David Crosby, Stephen Stills: cori